# Château de la Motte (Bretteville-l'Orgueilleuse)
Pour les articles homonymes, voir Château de la Motte.
Le château de Bretteville-l'Orgueilleuse est un édifice situé sur le territoire de la commune de Thue et Mue dans le département français du Calvados.

## Localisation
Le monument est situé dans le département français du Calvados, à Bretteville-l'Orgueilleuse, rue de Bayeux, commune déléguée de la commune nouvelle de Thue et Mue.

## Historique

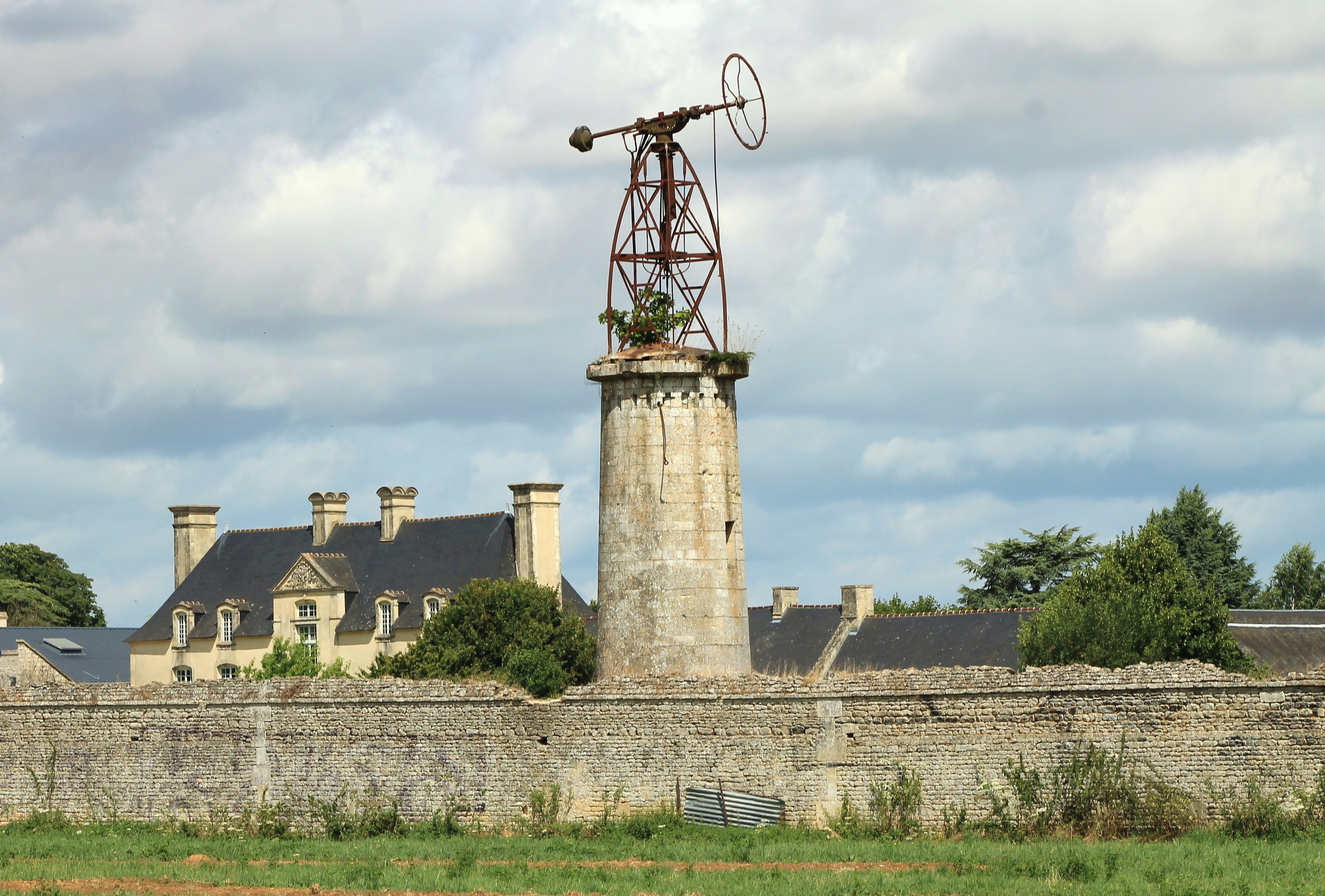
Tour moulin à vent avec pompe à eau du XIXe siècle et façade sud du château

Un château est mentionné dans le lieu au XIVe siècle.
Le château est visité par Charles VII, François Ier, Henri II et Henri IV.
L'édifice est reconstruit dans la seconde moitié du XVIIe siècle pour Jean de Cairon, puis restauré après la bataille de Normandie.
Le château fait l'objet d'une inscription comme monument historique depuis le 26 mars 1973 : facades et toitures, mur d'entrée et portail. Plusieurs pièces sont également inscrites (salle à manger, salons, cheminée du boudoir, cheminée et alcôve de la chambre numéro 1, cheminées des chambres numéros 2 et 3, cheminées avec boiseries attenantes de la chambre numéro 4 ; au deuxième étage : chartrier et cheminées des chambres numéros 5, 7 et 8).
L'édifice change de mains en 1984.